# Esporte Clube Sírio
El Esporte Clube Sírio, o simplemente Sírio, es un club de baloncesto brasilero de la ciudad de São Paulo. Fundado el 14 de julio de 1917, Sírio es el máximo campeón del Campeonato Sudamericano de Clubes, con ocho conquistas. Ganó también, en 1979, el Campeonato Mundial de Baloncesto.

## Historia
Viendo el éxito de los clubes en otras colonias, fue fundado el 14 de julio de 1917, el Sport Club Syrio, que comenzó con una fiesta. El primer presidente fue Milhem Simão Racy.
Poco después, alquiló una instalación en un edificio en la calle Comercio, que sirvió como sede hasta 1920.
Inicialmente como club de fútbol con el nombre de Esporte Clube Sirio, y creó su sección de baloncesto en 1920. Con los años se convirtió en un equipo puntero, no sólo en el país sino en el baloncesto sudamericano: ocho veces campeón del Campeonato Sudamericano de Clubes, es el equipo que más títulos de este histórico torneo atesora en sus vitrinas.
Ganó su primer y único título del Campeonato Mundial de Baloncesto en la temporada 1979-80, en la final disputada en São Paulo, jugando contra K.K. Bosna. En su historia cabe destacar el Campeonato Sudamericano de Clubes, que ganó en las temporadas de 1961, 1968, 1970, 1971, 1972, 1978, 1979 y 1984.
Por sus filas han pasado grandes jugadores, el que más de todos ellos sin duda Oscar Schmidt, uno de los más grandes anotadores de la historia de este deporte.

## Palmarés

### Títulos internacionales
- 1 Campeonato Mundial de Baloncesto: 1979.[4]
- 8[5] Campeonato Sudamericano de Clubes: 1961, 1968, 1970, 1971, 1972, 1978, 1979 y 1984.

### Títulos nacionales
- 7 Taza Brasil de Básquetbol: 1968, 1970, 1972, 1978, 1979, 1983 y 1988.

## Jugadores históricos
- Oscar Schmidt
- Marcel